# Agrotis fasciata
Agrotis fasciata là một loài ô ốc nước ngọt trong họ Noctuidae. Đây là loài bản địa đảo Midway, Hoa Kỳ. Loài này hiện đã tuyệt chủng.